# Canton d'Arras-1
Le canton d'Arras-1 est une circonscription électorale française du département du Pas-de-Calais.

## Histoire
Un nouveau découpage territorial du Pas-de-Calais entre en vigueur à l'occasion des premières élections départementales suivant le décret du 24 février 2014. Les conseillers départementaux sont, à compter de ces élections, élus au scrutin majoritaire binominal mixte. Les électeurs de chaque canton élisent au Conseil départemental, nouvelle appellation du Conseil général, deux membres de sexe différent, qui se présentent en binôme de candidats. Les conseillers départementaux sont élus pour 6 ans au scrutin binominal majoritaire à deux tours, l'accès au second tour nécessitant 12,5 % des inscrits au 1er tour. En outre la totalité des conseillers départementaux est renouvelée. Ce nouveau mode de scrutin nécessite un redécoupage des cantons dont le nombre est divisé par deux avec arrondi à l'unité impaire supérieure si ce nombre n'est pas entier impair, assorti de conditions de seuils minimaux. Dans le Pas-de-Calais, le nombre de cantons passe ainsi de 77 à 39.
Le canton d'Arras-1 est formé de communes des anciens cantons de Dainville (8 communes), de Beaumetz-lès-Loges (1 commune), de Vimy (1 commune) et de Arras-Sud (1 commune) et une fraction de la commune d'Arras. Le canton est entièrement inclus dans l'arrondissement d'Arras. Le bureau centralisateur est situé à Arras.

## Représentation
| Période élective | Période élective | Mandat | Mandat       | Identité          | Nuance | Nuance | Qualité |
| ---------------- | ---------------- | ------ | ------------ | ----------------- | ------ | ------ | --- |
| 2015             | 2016             | 2015   | 2016         | Denise Bocquillet |        | UDI    | Retraitée de l'enseignement Maire-adjointe d'Arras Ancienne conseillère générale du Canton d'Arras-Ouest (1998-2004 et 2011-2015) |
| 2015             | 2016             | 2015   | 2016         | Daniel Damart     |        | DVD    | Cadre salarié d'entreprise industrielle Maire de Marœuil                                                                          |
| 2016             | 2021             | 2016   | 2021         | Denise Bocquillet |        | UDI    | Maire-adjointe d'Arras |
| 2016             | 2021             | 2016   | 2021         | Daniel Damart     |        | DVD    | Maire de Marœuil |
| 2021             | 2028             | 2021   | 2022 (décès) | Denise Bocquillet |        | UDI    | Conseillère sortante |
| 2021             | 2028             | 2021   | en cours     | Michel Mathissart |        | DVC    | Cadre de la fonction publique Maire d'Étrun                                                                                       |
| 2021             | 2028             | 2022   | en cours     | Zohra Ouaguef     |        | DVD    | Conseillère municipale d'Arras |

### Résultats détaillés

#### Élections de mars 2015
À l'issue du 1er tour des élections départementales de 2015, trois binômes sont en ballottage : Bertrand Alexandre et Françoise Rossignol (Union de la Gauche, 33,12 %), Denise Bocquillet et Daniel Damart (Union de la Droite, 32,46 %) et Danièle D'Hollander et Alban Heusèle (FN, 27,24 %). Le taux de participation est de 56,37 % (14 725 votants sur 26 120 inscrits) contre 51,81 % au niveau départemental et 50,17 % au niveau national.
Au second tour, Denise Bocquillet et Daniel Damart (Union de la Droite) sont élus avec 38,1 % des suffrages exprimés et un taux de participation de 56,26 % (5 374 voix pour 14 690 votants et 26 110 inscrits).
Le conseil d'État a rejeté le mercredi 18 mai 2016 la requête déposée par le binôme Denise Bocquillet et Daniel Damart (Union de la droite), confirmant ainsi la décision du tribunal administratif de Lille d'annuler l'élection départementale dans le canton.
Une  élection partielle se déroule les 29 mai et 5 juin 2016.
Résultats de l'élection partielle (2e tour) :
Inscrits : 26 028 - Votants : 7 770 (29,85 %) - Blancs : 365 - Nuls : 298 - Exprimés : 7 107
Denise Bocquillet (UDI) et Daniel Damart (DVD) : 4 300 voix (60,50 %) : ELUS.
Bertrand Alexandre (MRC) et Anne Dingreville (PS) : 2 807 voix (39,50 %).

#### Élections de juin 2021
Le premier tour des élections départementales de 2021 est marqué par un très faible taux de participation (33,26 % au niveau national). Dans le canton d'Arras-1, ce taux de participation est de 37,93 % (10 085 votants sur 26 589 inscrits) contre 35,19 % au niveau départemental. À l'issue de ce premier tour, deux binômes sont en ballottage : Denise Bocquillet et Michel Mathissart (DVC, 35,53 %) et Alban Heusèle et Aurélie Volff (RN, 23,58 %).
Le second tour des élections est marqué une nouvelle fois par une abstention massive équivalente au premier tour. Les taux de participation sont de 34,36 % au niveau national, 34,96 % dans le département et 38,22 % dans le canton d'Arras-1. Denise Bocquillet et Michel Mathissart (DVC) sont élus avec 72,14 % des suffrages exprimés (6 700 voix pour 10 181 votants et 26 638 inscrits),,.

## Composition
Le canton d'Arras-1 comprend douze communes et la partie de la commune d'Arras située à l'ouest d'une ligne définie par l'axe des voies et limites suivantes : depuis la limite territoriale de la commune d'Achicourt, rue Grigny, rue Adam-de-la-Halle, boulevard Crespel, rue Sainte-Claire, rue d'Amiens, boulevard du Président-Allende, boulevard Georges-Besnier, rond-point Baudimont, rue de la Croix-de-Grès, jusqu'à la limite territoriale de la commune de Sainte-Catherine.
| Nom                           | Code Insee | Intercommunalité | Superficie (km2) | Population (dernière pop. légale)                | Densité (hab./km2) | Modifier                                    |
| ----------------------------- | ---------- | ---------------- | ---------------- | ------------------------------------------------ | ------------------ | ------------------------------------------- |
| Arras (bureau centralisateur) | 62041      | CU d'Arras       | 11,63            | Fraction : 14 828 (2022) Commune : 42 621 (2022) | 3 665              | modifier les données · modifier les données |
| Acq                           | 62007      | CU d'Arras       | 4,86             | 790 (2022)                                       | 163                | modifier les données · modifier les données |
| Anzin-Saint-Aubin             | 62037      | CU d'Arras       | 5,13             | 2 833 (2022)                                     | 552                | modifier les données · modifier les données |
| Beaumetz-lès-Loges            | 62097      | CU d'Arras       | 4,98             | 1 000 (2022)                                     | 201                | modifier les données · modifier les données |
| Dainville                     | 62263      | CU d'Arras       | 11,22            | 5 718 (2022)                                     | 510                | modifier les données · modifier les données |
| Écurie                        | 62290      | CU d'Arras       | 2,99             | 374 (2022)                                       | 125                | modifier les données · modifier les données |
| Étrun                         | 62320      | CU d'Arras       | 2,22             | 326 (2022)                                       | 147                | modifier les données · modifier les données |
| Marœuil                       | 62557      | CU d'Arras       | 11,82            | 2 430 (2022)                                     | 206                | modifier les données · modifier les données |
| Mont-Saint-Éloi               | 62589      | CU d'Arras       | 15,85            | 1 023 (2022)                                     | 65                 | modifier les données · modifier les données |
| Neuville-Saint-Vaast          | 62609      | CU d'Arras       | 12,59            | 1 626 (2022)                                     | 129                | modifier les données · modifier les données |
| Roclincourt                   | 62714      | CU d'Arras       | 5,93             | 786 (2022)                                       | 133                | modifier les données · modifier les données |
| Sainte-Catherine              | 62744      | CU d'Arras       | 4,40             | 3 533 (2022)                                     | 803                | modifier les données · modifier les données |
| Wailly                        | 62869      | CU d'Arras       | 9,83             | 1 076 (2022)                                     | 109                | modifier les données · modifier les données |
| Canton d'Arras-1              | 6202       |                  |                  | 36 343 (2022)                                    |                    | modifier les données                        |

## Démographie
En 2022, le canton comptait 36 343 habitants, en évolution de +2,51 % par rapport à 2016 (Pas-de-Calais : −0,72 %, France hors Mayotte : +2,11 %).
| 2013   | 2018   | 2022   |
| ------ | ------ | ------ |
| 35 637 | 35 919 | 36 343 |